# شفط الحيوانات المنوية من البربخ عن طريق الجلد
شفط الحيوانات المنوية من البربخ عن طريق الجلد (PESA) هو تقنية تستخدم لتحديد عدد الحيوانات المنوية في حالة حدوث انسداد محتمل في الأسهر. وهو بديل عن شفط الحيوانات المنوية الدقيقة (MESA) ، ويهدف إلى معالجة الصعوبة الفنية وتكلفة MESA.  يتم إدخال إبرة صغيرة عبر جلد كيس الصفن لجمع الحيوانات المنوية من البربخ ، حيث يتم تخزين الحيوانات المنوية عادة بعد إنتاجها في الخصيتين. كما يمكن استخدامه لاستخراج الحيوانات المنوية من أجل حقن الحيوانات المنوية داخل الهيولى (الحقن المجهري). 